# Kazuhiro Mori (Fußballspieler)
Kazuhiro Mori (japanisch 森 一紘 Mori Kazuhiro; * 17. April 1981 in der Präfektur Osaka) ist ein ehemaliger japanischer Fußballspieler.

## Karriere
Mori erlernte das Fußballspielen in der Jugendmannschaft von Vissel Kobe. Seinen ersten Vertrag unterschrieb er 2000 bei den Vissel Kobe. Der Verein spielte in der höchsten Liga des Landes, der J1 League. Für den Verein absolvierte er 27 Erstligaspiele. Danach spielte er bei den Rosso Kumamoto (2005–2006) und Banditonce Kobe (2007). Ende 2007 beendete er seine Karriere als Fußballspieler.